# إقليم بوجدور

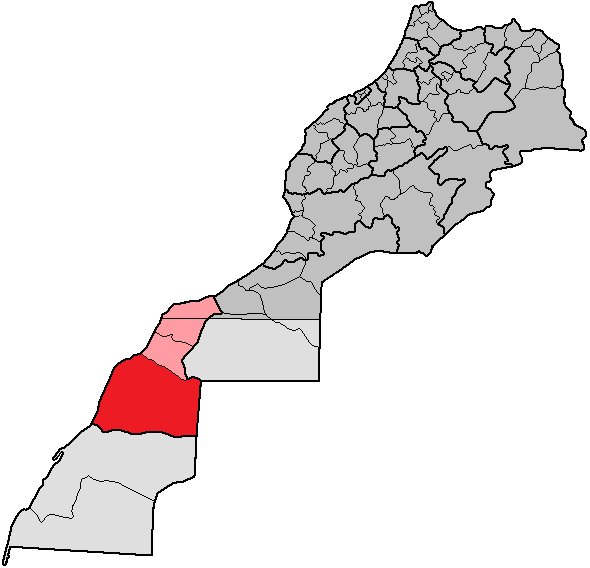

إقليم بوجدور هو أحد الاقاليم المغربية. يضم إقليم بوجدور 668.232 (إحصاء 2004).

## المساحة والسكان
مساحة إقليم بوجدور 57000 km2 km² مجموع عدد السكان 129 46 نسمة
سقع الإقليم على هضبة (لحمادة). وليست بها تضاريس وعرة كثيرة. ماعدا المجاري التي حفرتها الأودية، ومنخفضات «السبخات».

## المناطق الكبرى
| الجماعة    | السكان (2 سبتمبر 1994) | السكان (2 سبتمبر 2004) |
| ---------- | ---------------------- | ---------------------- |
| بوجدور     | 15.165                 | 36.843                 |
| كولتة زمور | 4.716                  | 6.740                  |
| الجريفية   | 1.294                  | 1.385                  |
| لمسيد      | 514                    | 1.161                  |

## قلة المياه
على مستوى المياه. يعتبر هذا الإقليم جاف، ولا توجد به مجاري مائية دائمة التدفق، باستثناء فيضانات دورية للأودية مثل الخط، اساغ، لكرع، شلووا، الفايض، عويليتيس، وبالخصوص واد الساقية الحمراء، الذي شيد عليه سنة 1995، سد الساقية الحمراء، من اجل اختزان مياه الفيضانات. وتصل سعته إلى 110.000.000 م3 وعلوه إلى 15م. فاللجوء إلى الموارد الجوفية يعد ممارسة قديمة بالمناطق الجافة، فهي نقط التقاط مربي الماشية والرحل فيما بينهم حول الآبار. إن ندرة المياه العذبة في هذه الأوساط الجافة تشهد لصالح اقتصادها، الذي يمر أيضا عبر محاربة التبذير، بما أن الماء هو مورد وغير قابل للتجدد.
ورغم الجهود المبذولة من طرف الدولة، فان الماء يزداد ندرة، كلما تطورت الساكنة والتعمير والصناعة والفلاحة بطريقة عشوائية. وهو الشيء الذي سيؤدي، في المستقبل القريب إلى نقص خطير، سيتضح عندما تتجاوز الحاجيات الاحتياطات المحدودة للجهة.وسيصبح الماء في المدى القصير، مشكلا مقلقا بشكل دائم في هذه المنطقة الجافة. إن هذه الفرشات المائية الأكثر تعرضا للاستغلال في هذه الجهة تعد على الأصابع. كما أن أغلبها شديد الملوحة، بنسب تتراوح ما بين 2غ/ ل و9غ/ل. وتشكل هذه الفرشات المائية أهمية كبرى بالنسبة للموارد للجهة ككل. كما أن إمكانية هذا المورد موزعة على 9 فرشات مائية. وتتراوح جودة المياه نسبيا من فرشة إلى أخرى، ولكن فرشة فم الواد هي الفرشة الواحدة ذات المياه العذبة المتواجدة في الجهة. إن هذه الفرشة التي تستغل للسقي ولتزويد مدينة العيون بالماء الصالح للشرب، قد ظهرت قرب مصب واد الساقية الحمراء، وتحت التلال الرملية. وتغطي مساحة قدرها 90كلم²، وتتغذى هذه الفرشة عبر واد الساقية الحمراء، الذي يصرف كل خمس سنوات حجما مهما من مياه الفيضانات.
أما فيما يخص الفرشة العميقة، فهي تغطي الجزء الغربي من الأقاليم الصحراوية)العيون، بوجدور، الداخلة الخ...(على مساحة تقدر ب90.000 كلم² وتستغل في جماعات الحكونية الدشيرة وبوكراع عن طريق التنقيب. ويتراوح عمقها ما بين 500 و750م. وتصل ملوحة الماء المستخرج منها إلى 2.6 غ

## الجانب الديمغرافي: بنية وتوزيع السكان
عرفت بوجدور تطورا ديمغرافيا مستمرا منذ استرجاع الأقاليم الصحراوية (1975) إلى يومنا هذا. وتصل الكثافة المتوسطة لهذه الجهة إلى 1.26 نسمة/كلم² مقابل،37.80 نسمة/كلم²، على الصعيد الوطني. وتعتبر من بين اضعف الكثافات في البلاد.
إن نمو السكان يتمركز بالأساس في الوسط الحضري، وبالخصوص في مدينة بوجدور، التي تعتبر المركز القوي من حيث التجهيزات الحضرية بأسرها. إن حوالي 35% من سكان هم من الشباب الذين تقل أعمارهم عن 15 سنة، و61% هم في سن العمل (15-59 (أما المسنون)60 سنة فما فوق) فيمثلون 3.5%.
إقليم بوجدور لا يشكل إلا 12.3%، بكثافة تقدر ب 0.2 نسمة/كلم².

## الأنشطة الاقتصادية الرئيسية

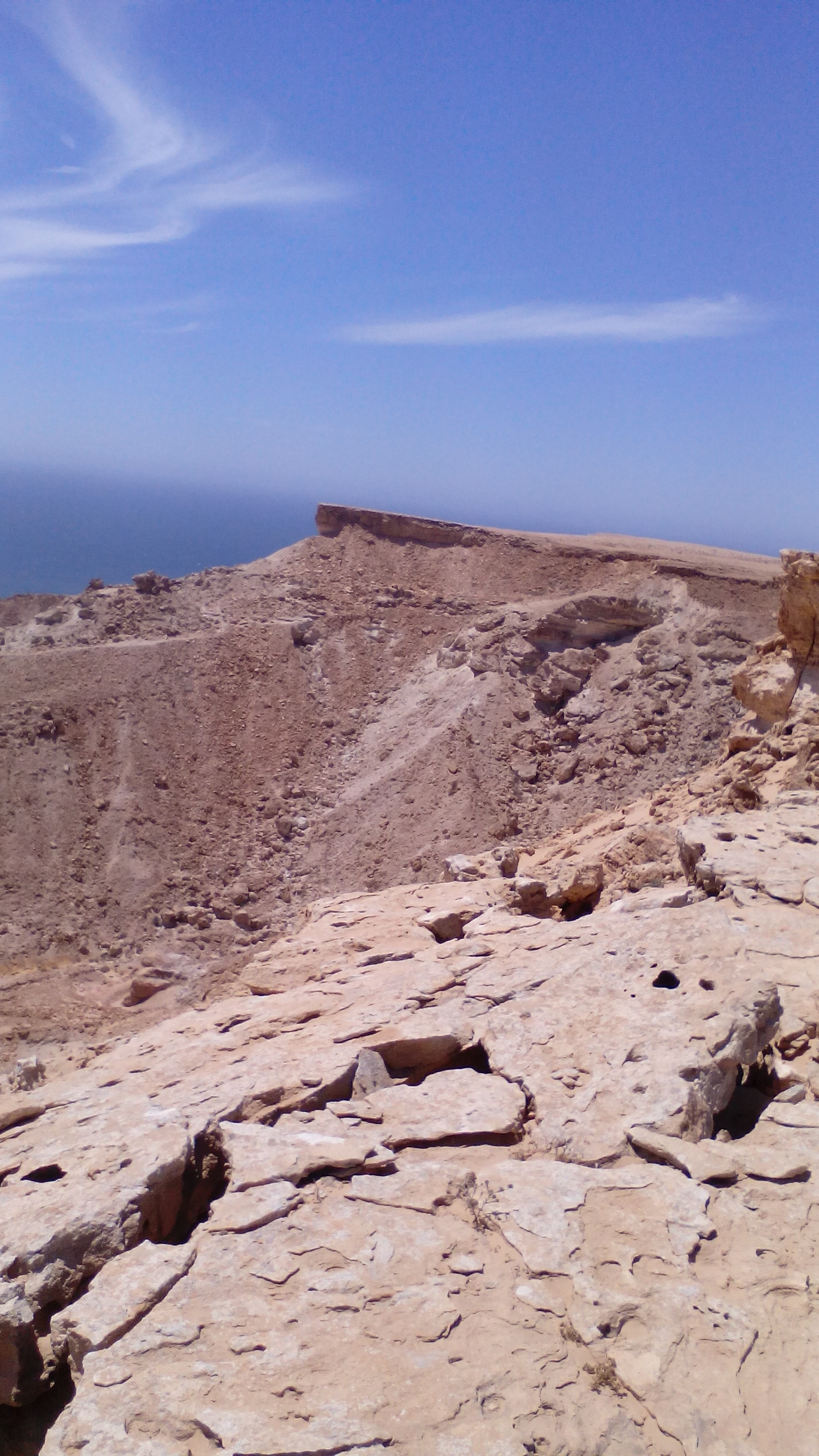
منظر طبيعي جنوب مدينة بوجدور

إن النشاطين الاقتصاديين الرئيسيين لهذه المدينة هما تربية الماشية والصيد البحري. ولها مؤهلات سياحية هائلة. ومع ذلك، انطلاقا من كونها منطقة قاحلة، تتميز بظروف مناخية قاسية، وبموارد محدودة فيما يخص المياه والأراضي الخصبة، فان الاستغلال الفلاحي في بوجدور صعب وخاضع لشروط عديدة (الرياح الجافة، زحف الرمال، قلة الأمطار، ملوحة الماء، فقر التربية).وعلى العكس من ذلك، يكتسي النشاط الرعوي أهمية اجتماعية كبرى بالنسبة للصحراويين الذين يتعاطونه، لكون هذا النشاط يدر عليهم مداخل أساسية.
الفلاحة: نشاط متمركز في (الغرارات)
في هذه المنطقة القاحلة، يمكن إن نميز بين نوعين من الاستغلال الفلاحي: المساحات المسقية والغرارات:
- تعتبر الدوائر المسقية أهم المجالات الفلاحية وكثرها مرودية. وقد تقلصت مساحتها بسبب زحف الرمال وانعدام الماء. ولهذا السبب، فان المساحات المزروعة فعلا تعرف كل سنة تقلبات هامة جدا. وهكذا يمكن أن تتقلص المساحة بشكل استثنائي في فترة الجفاف إلى ما بين 300 و400 هكتار. بالمقابل يمكن أن تصل في فترة الأمطار إلى 7000 هكتار.
- وتكتسي الغرارات أهمية خاصة جدا في هذه المنطقة. إنها عبارة عن أحواض في قعر صلصالي ضعيف النفاذية، حيث تتراكم المياه المطرية وأجزاء التربية الصالحة للزراعة المجمعة تحت تأثير الفيضانات. وتعتبر الغرارات المورد الوحيد للزراعة البورية.
إن عدد الغرارات في إقليم بوجدور يقارب 10000وحدة.و توحد الغارات حسب الأهمية في الدورة أما المساحة المزروعة بالشعير والقمح (هيمنة الشعير ب 90%)، إبان موسم فلاحي متوسط (80 إلى 120ملم)، فإنها تتراوح ما بين 2000 و3000 هكتار، وتقدم مردودية متوسطة قدرها 8 قناطر في الهكتار الواحد.
وفضلا عن ذلك، فمن المعروف إن الملكية العقارية الغرارات عمومية، إلا أن الدولة لا تستغلها. أي أن الخواص الذين يستغلون الغرارات، ويشتغلون فيها كمالكين فعليين. ومنذ عدة أجيال أصبح من المعروف والمقبول أن هذه العائلة أو تلك هي المالكة لهذه الغرارة أو تلك، بالمعنى التقليدي للكلمة. وهذا الأمر العلمي يحترم بشكل تام داخل القبائل.
أحيانا، تتدخل السلطات المسؤولة، خاصة في بداية المواسم الفلاحية التي تبدوا واعدة، لتوزيع بعض الغرارات على فلاحين أو أكثر. لكن التقسيم يتم عموما بكيفية طبيعية، ارتكازا على العرف، الذي يحترم الحقوق التقليدية للمستعمل الذي اعتاد استغلال الغرارة. وأكثر من ذلك، فهذه الحقوق تنتقل بالوارثة من الآباء إلى الأبناء، لان امتلاك غرارة يعتبر امتيازا ونوعا من الإرث الاجتماعي، الذي يسمح بتدعيم الهوية العائلية بشكل أفضل. وهكذا يصبح الاستغلال الفلاحي للغرارة فخرا قبليا.
ينتج عما سبق أن هذه الغرارات يطغى عليها الطابع الاجتماعي العائلي، وبالخصوص القبلي أكثر مما هي مشروطة بالمردودية الاقتصادية.
وتقوم الدولة بتشجيع الاستغلال الفردي للغرارات باعتبارها موردا فلاحيا مهما، ونضاما مكملا لتربية الماشية، وباعتبارها كذلك عاملا فعالا لاستقرار السكان.

## تربية الماشية: قطاع متجذر ومهم
تتوفر هذه المنطقة على قطيع هام، يشكل المصدر الرئيسي لمداخيل رب الماشية. أما الأعداد الراهنة لهذه القطعان فهي كالتالي:
تحتل الإبل والمعز مكانة هامة في تربية الماشية بالصحراء. ويقدر عددها على التوالي ب 89.500 رأس من الإبل، أي 30%من القطيع الوطني للإبل، و193.000 رأسا من المعز أي 4%من القطيع الوطني من المعز ويليهما قطيع من الأغنام 120.300 راس أي 0.80%فقط من القطيع الوطني من الأغنام، أما فيما يخص أبقار فإنها تمثل 440 راس أي 0.01%من القطيع الوطني من الأبقار. إن نظام الرعي يرتكز في هذه المنطقة القاحلة، على تربية الماشية الانتجاعية المتنقلة. فمربو الماشية أي ملاكو القطعان، هم في أغلبيتهم حضريون. يقيمون بمدينة بوجدور، ومن هناك ينضمون ويراقبون تنقل قطعانهم.
وتنتقل قطعانهم نحو الداخلة أو الحدود الموريتانية أو نحو السمارة، كلميم وسوس. ويرافق هذه التنقلات مجموعة من العمال والرعاة. ويقوم هؤلاء بتنقلات دورية ببوجدور، وأماكن الرعي لتزويد القطيع (تغذية تكميلية في موسم غير جيد، منتوجات خاصة بالصحة الحيوانية، تنقل الحيوانات المخصصة للبيع أو الذبح) ولتزويد فريق الرعاة كذلك بالمواد الضرورية (الماء الصالح للشرب، مواد غذائية …)
وقد وصل عدد مربي الماشية في هذا الإقليم، حسب آخر إحصاء إلى 1800 مرب وهو ما يدل على كون هذه الجهة منطقة لتربية الماشية بامتياز، وفضلا عن ذلك فان استيراد قطعان الإبل من موريتانيا أصبح أمرا عاديا جدا، هذه الجهة نظرا الانخفاض ثمنها هناك مقارنة بالأثمنة المحلية.
وتبقى تربية الماشية بمثابة النشاط الرئيسي والأكثر مردودية في هذه المنطقة، وتتوفر بطبيعة الحال على إمكانيات تفوق بكثير إمكانيات الفلاحة.
ولقد تم، مؤخرا تبني صيغ جديدة لتربية الماشية، أي التربية المكثفة للأبقار، وكذلك إنتاج الدواجن، دون أن ننسى تجميع وتسويق حليب النوق، وهي أنشطة تطورت في العيون، بشكل خاص.
إن الاستقرار قد أعطى نمطا آخر للحياة. وهو نمط يرتبط بمبادئ ثقافة قديمة تلاءمت مع التغيير المفاجئ لحياتهم المدنية الجديدة